# Julie McNiven
Julie McNiven, född 11 oktober 1980 i Amherst i Massachusetts i USA, är en amerikansk skådespelerska. 

## Filmografi i urval

### TV
- 2007–2009 - Mad Men
- 2008–2010 - Supernatural
- 2010–2011 - Stargate Universe